# Längste Runde
Die Längste Runde, englisch longest lap, ist ein Wettbewerb im Bahnradsport.
Ein Rennen in diesem Format wurde zum ersten Mal im Jahr 2005 anlässlich des Marymoor Grand Prix in Redmond, Washington als Marymoor Crawl durchgeführt. 2014 nahm die britische Revolution Series dieses Rennen unter dem Namen Longest Lap in ihr Programm auf.
Das Rennen besteht aus zwei Phasen. In der ersten Phase befinden sich die Fahrer oder Fahrerinnen in der Kurve vor der Startlinie. Auf ein Signal hin dürfen sie den Boden nicht mehr mit einem der Füße berühren, sich nicht festhalten und die Startlinie nicht überfahren, da sie sonst ausscheiden. Da es sich bei der zweiten Phase um ein Sprintrennen über ein oder zwei Runden handelt, ist der Kern der Längsten Runde, in der ersten Phase möglichst nah an der Startlinie stehen zu bleiben, indem man Stehversuche ausführt. Auf ein zweites Signal beginnt dann das Sprintrennen. 